# Kimi hannin janai yo ne?
Kimi hannin janai yo ne? (キミ犯人じゃないよね？?), noto anche con il titolo internazionale Aren't You a Criminal?, è una serie televisiva giapponese del 2008.

## Trama
Sakura Morita è una ragazza che, grazie all'aiuto del poliziotto Norio Udagawa, risolve con successo i casi più disparati; per farlo, utilizza numerosi travestimenti, ma il suo vero sogno è quello di diventare una scrittrice di romanzi gialli.